# Разумова Римма Андріївна
Ри́мма Андрі́ївна Ра́зумова (справжнє прізвище — Біловод; 20 січня 1908, Полтава — 3 грудня 1976, Київ) — українська радянська оперна співачка (сопрано), педагог. Заслужена артистка УРСР (1946), заслужений діяч мистецтв УРСР (1969).
Майже 20 років — провідна солістка Академічного театру опери і балету УРСР імені Тараса Шевченка (1936—1955), виконавиця головних партій в операх «Запорожець за Дунаєм», «Наталка Полтавка», «Катерина», «Тоска», «Аїда» тощо.
Понад 15 років — професор кафедри сольного співу Київської консерваторії (1958—1976), наставниця багатьох народних та заслужених артистів України. Учениця оперної співачки Олени Муравйової.

## Життєпис
Народилась 20 січня 1908 року в Полтаві.
З 1924 року — солістка Полтавської хорової капели, мала голос сопрано. У 1934-му закінчила Державний музично-драматичний інститут імені М. В. Лисенка, клас професора Олени Муравйової, під її ж керівництвом через два роки закінчила виконавську аспірантуру Київської консерваторії.
З 1936 року — провідна солістка Академічного театру опери і балету УРСР імені Тараса Шевченка. Під час німецько-радянської війни театр був евакуйований до Іркутська, разом з трупою виступала перед солдатами з концертами та виставами.
Серед оперних партій: «Запорожець за Дунаєм» (Одарка), «Наталка Полтавка», «Катерина», «Тоска», «Аїда» (всі — однойменні партії) тощо. Під час концертів виконувала твори Миколи Лисенка, Якова Степового, Кирила Стеценка тощо.

Могила Римми Разумової, Байкове кладовище

У 1946 році нагороджена званням «Заслужена артистка УРСР». У 1955 році завершила оперну кар'єру, через три роки розпочала педагогічну діяльність на кафедрі сольного співу Київської консерваторії.
З 1965 року — доцент, пізніше затверджена у вченому званні професора. Постійно співпрацювала з піаністкою та педагогом з камерного співу Зоєю Ліхтман. Серед учнів Римми Разумової — заслужені та народні артисти України Анатолій Кочерга, Валентина Васильєва, Андрій Іщенко, Ніна Тичинська, Людмила Юрченко тощо.
У 1969 році нагороджена званням «Заслужений діяч мистецтв УРСР». Померла на 69-му році життя 3 грудня 1976 року. Похована на Байковому кладовищі (північна частина ділянки № 33).

## Партії (частковий перелік)
- «Запорожець за Дунаєм» — Одарка
- «Наталка Полтавка» — Наталка
- «Катерина» — Катерина
- «Тоска» — Тоска
- «Аїда» — Аїда
- «Богдан Хмельницький» — Варвара
- «Наймичка» — Ганна
- «Русалка» — Наташа
- «Винова краля» — Ліза
- «Мазепа» — Марія